# Крипта Святого Леонарда

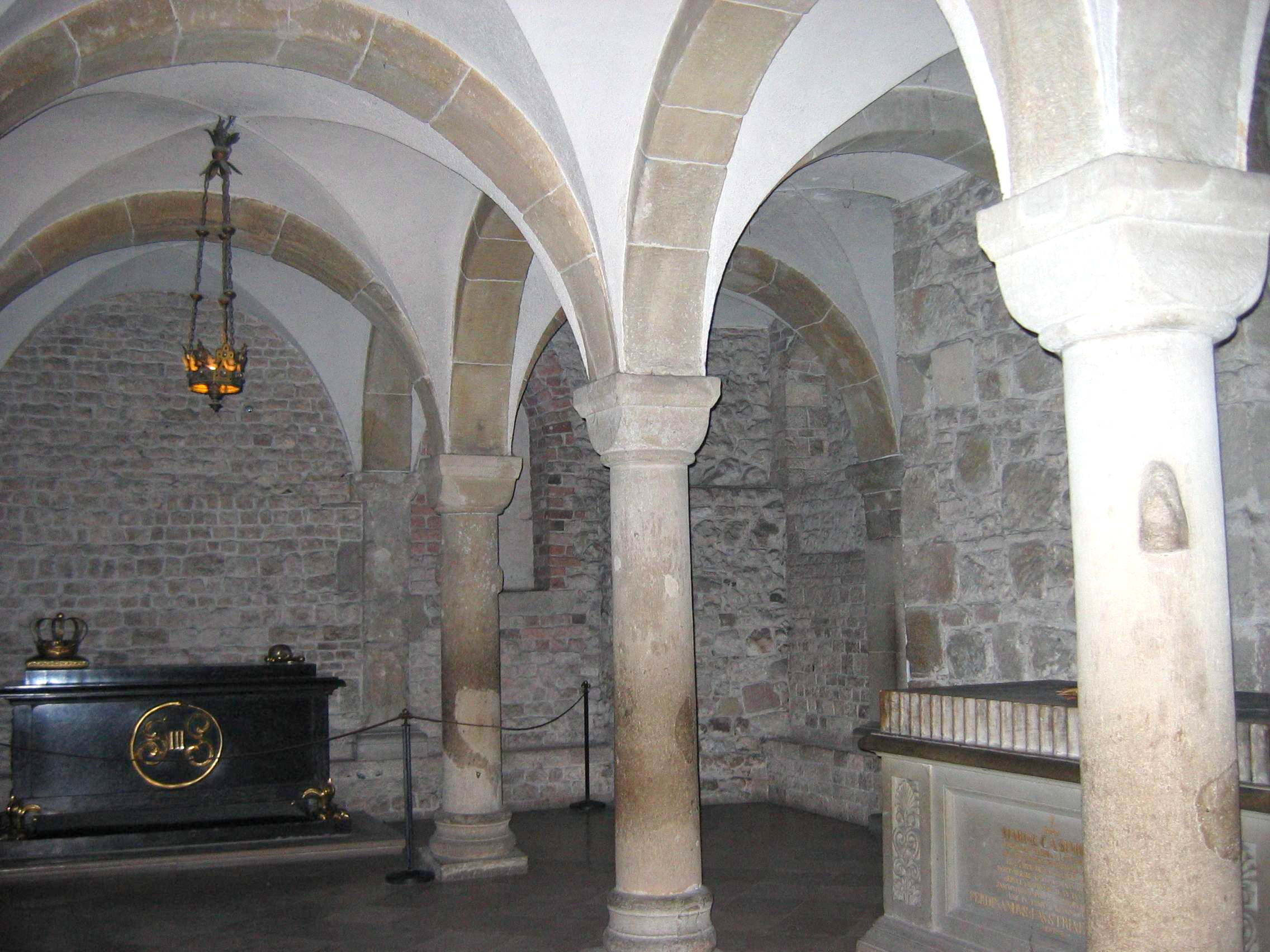
Усыпальница Яна Собеского в крипте Святого Леонарда.

Крипта Святого Леонарда располагается под Собором Святых Станислава и Вацлава в Кракове. Является памятником романской архитектуры. Крипта была построена в XI веке (около 1038-1039-х годов) по распоряжению короля Казимира I, который переместил в город свою резиденцию.
В конце XI века начались строительные работы над собором под названием ‘Hermanowska’. Вполне вероятно, что Владислав I Герман был покровителем этого проекта. Собор был освящен в 1142 году. Об этом сооружении многое известно: его изображение имеется на одной из печатей XIII века, а само здание частично сохранилась, в том числе и основание Серебряной колокольни. 
Вся крипта поддерживается восемью колоннами. В 1118 год в ней был захоронен епископ Маврий, хотя позднее из его усыпальницы были изъяты патена и потир.
В склепе захоронены многие польские короли и известные исторические деятели.
- Михаил Корибут Вишневецкий ― король Речи Посполитой
- Ян III Собеский ― король Речи Посполитой и командующий польской армией во время Венской битвы
- Мария Казимира ― королева Речи Посполитой и супруга Яна III Собеского
- Юзеф Понятовский ― князь Польши и маршал Франции
- Тадеуш Костюшко ― польский генерал, революционер и бригадный генерал армии США во время Войны за независимость
- Владислав Сикорский ― премьер-министр польского правительства в изгнании и верховный главнокомандующий Вооружённых сил Польши

Папа римский Иоанн Павел II провёл свою первую мессу на алтаре в крипте Святого Леонарда 2 ноября 1946 года, спустя один день после его рукоположения в священники.